# Chlamydomonas
Chlamydomonas és un gènere d'alga verda. Són organismes unicel·lulars flagelats. Chlamydomonas s'utilitza com a organisme model en biologia molecular, especialment en estudis de motilitat flagelar i dinàmica, biogènesi i genètica dels cloroplasts. Una de les característiques més sorprenents de Chlamydomonas és que presenta canals iònics que s'activen directament per la llum.

## Taxonomia
- Chlamydomonas reinhardtii
- Chlamydomonas moewusii
- Chlamydomonas nivalis